# Quadrasiella clathrata
Quadrasiella clathrata là một loài động vật chân bụng trong họ Assimineidae. Nó là loài đặc hữu của Guam.